# ATP Challenger Cali
Das ATP Challenger Cali (offizieller Name: Milo Open Cali) war ein von 2008 bis 2017 jährlich stattfindendes Tennisturnier in Cali, Kolumbien. Es war Teil der ATP Challenger Tour und wurde im Freien auf Sand ausgetragen. Juan Sebastián Cabal gewann drei Titel im Doppel und war damit zusammen mit Alejandro Falla Rekordsieger, der zwei Titel im Einzel sowie einen Titel im Doppel gewann.

## Bisherige Sieger

### Einzel
| Jahr                         | Sieger                | Finalgegner       | Ergebnis       |
| ---------------------------- | --------------------- | ----------------- | -------------- |
| 2024                         | Juan Pablo Ficovich   | Gonzalo Bueno     | 6:1, 6:4       |
| 2023                         | Federico Delbonis (2) | Guido Andreozzi   | 6:4, 6:76, 6:3 |
| 2022                         | Facundo Mena          | Miljan Zekić      | 6:2, 7:63      |
| 2018–2021: nicht ausgetragen |                       |                   |                |
| 2017                         | Federico Delbonis (1) | Guilherme Clezar  | 7:610, 7:5     |
| 2016                         | Darian King           | Víctor Estrella   | 5:7, 6:4, 7:5  |
| 2015                         | Fernando Romboli      | Giovanni Lapentti | 4:6, 6:3, 6:2  |
| 2014                         | Gonzalo Lama          | Marco Trungelliti | 6:3, 4:6, 6:3  |
| 2013                         | Facundo Bagnis        | Facundo Argüello  | 2:6, 6:4, 6:3  |
| 2012                         | João Souza            | Thiago Alves      | 6:2, 6:4       |
| 2011                         | Alejandro Falla (2)   | Eduardo Schwank   | 6:4, 6:3       |
| 2010                         | Carlos Salamanca      | Júlio Silva       | 7:5, 3:6, 6:3  |
| 2009                         | Alejandro Falla (1)   | Horacio Zeballos  | 6:3, 6:4       |
| 2008                         | Marcos Daniel         | Leonardo Mayer    | 6:2 aufgg.     |

### Doppel
| Jahr                         | Sieger                                          | Finalgegner                                    | Ergebnis         |
| ---------------------------- | ----------------------------------------------- | ---------------------------------------------- | ---------------- |
| 2024                         | Juan Carlos Aguilar Conner Huertas del Pino     | Juan Sebastián Gómez Johan Alexander Rodríguez | 5:7, 6:3, [10:7] |
| 2023                         | Guido Andreozzi (2) Cristian Rodríguez          | Orlando Luz Oleh Prychodko                     | 6:3, 6:4         |
| 2022                         | Malek Jaziri Adrián Menéndez                    | Keegan Smith Evan Zhu                          | 7:5, 6:4         |
| 2018–2021: nicht ausgetragen |                                                 |                                                |                  |
| 2017                         | Marcelo Arévalo Miguel Ángel Reyes Varela (2)   | Sergio Galdós Fabrício Neis                    | 6:3, 6:4         |
| 2016                         | Nicolás Jarry Hans Podlipnik-Castillo           | Erik Crepaldi Daniel Dutra da Silva            | 6:1, 7:66        |
| 2015                         | Marcelo Demoliner Miguel Ángel Reyes Varela (1) | Emilio Gómez Roberto Maytín                    | 6:1, 6:2         |
| 2014                         | Facundo Bagnis Eduardo Schwank (2)              | Nicolás Barrientos Eduardo Struvay             | 6:3, 6:3         |
| 2013                         | Guido Andreozzi (1) Eduardo Schwank (1)         | Carlos Salamanca João Souza                    | 6:2, 6:4         |
| 2012                         | Juan Sebastián Cabal (3) Robert Farah (2)       | Marcelo Demoliner João Souza                   | 6:3, 7:64        |
| 2011                         | Juan Sebastián Cabal (2) Robert Farah (1)       | Facundo Bagnis Eduardo Schwank                 | 7:5, 6:2         |
| 2010                         | Andre Begemann Martin Emmrich                   | Gero Kretschmer Alexander Satschko             | 6:4, 7:65        |
| 2009                         | Sebastián Prieto Horacio Zeballos               | Ricardo Hocevar João Souza                     | 4:6, 6:3, [10:5] |
| 2008                         | Juan Sebastián Cabal (1) Alejandro Falla        | Brian Dabul Horacio Zeballos                   | 7:66, 6:3        |